# Bezděčín (Mladá Boleslav)
Bezděčín (německy Besdietschin) je část statutárního města Mladá Boleslav v okrese Mladá Boleslav. Nachází se asi 3 km na jih od Mladé Boleslavi. Vesnicí protéká potok Dobrovka. Katastrální území Bezděčín u Mladé Boleslavi má rozlohu 1,75 km2.
Bezděčín leží na křížení dálnice D10, silnice I/16, silnice I/38 a silnice II/610. Vesnicí také prochází jednokolejná železniční trať Nymburk – Mladá Boleslav, na které i přes úsilí občanů v průběhu historie zastávka nevznikla. V roce 2016 byla kvůli zvýšení propustnosti trati jihovýchodně od vesnice, za dálnicí, vybudována personálem neobsazená výhybna.

## Název
Název obce byl patrně odvozen od jejího zakladatele, Bezděka. Jako Bezdiecžin ji zapsal k roku 1790 Jaroslav Schaller.

## Historie
Obec Bezdieczin se připomíná roku 1545 pravděpodobně poprvé v zemských deskách a opět roku 1576 jako přifařená ke Stránovu. Rozvoj obce po roce 1820 se připisuje rozhodnutí o přeložení pražské silnice z údolí Jizery na planinu k Bezděčínu. V letech 1850–1869 byla vesnice součástí obce Nepřevázka, v letech 1880–1930 samostatnou obcí. Roku 1950 byla obec Bezděčín připojena k statutárnímu městu Mladá Boleslav.
Dne 28. července 1969 došlo na území městské části ke srážce osobního vlaku s autobusem ČSAD na chráněném železničním přejezdu. Tato nehoda si vyžádala 23 obětí a dalších 29 osob bylo zraněno.

## Přírodní poměry
Severně od vesnice se v prostoru Letiště Mladá Boleslav nachází přírodní památka Bezděčín vyhlášená k ochraně populace sysla obecného.